# Bullidora elèctrica
|  | Per a altres significats, vegeu «bullidor». |

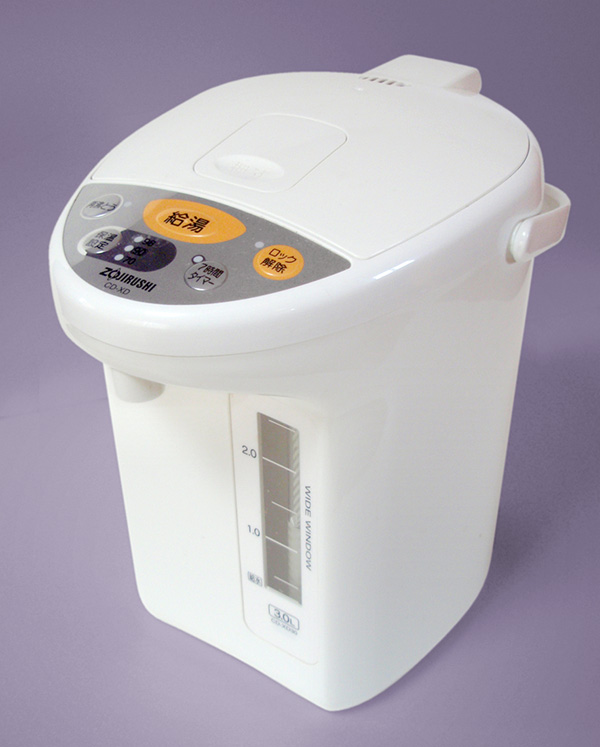
Bullidora elèctrica

Una bullidora elèctrica és un petit electrodomèstic utilitzat per a bullir aigua, que es fa servir sovint per a preparar te o cafè. Consisteix en un recipient metàl·lic o plàstic amb una nansa a manera de gerra, que conté una resistència elèctrica. Quan l'aigua arriba al punt d'ebullició, la gerra s'apaga automàticament i evita així que l'aigua s'evapori i que la resistència cremi.
Als anys 80 del segle xx es va desenvolupar bullidores sense cable que es posen damunt una base connectada amb cable endollable a la xarxa elèctrica. Aquest concepte en facilitant la manipulació. Augmenta la seguritat perquè es pot vessar l'aigua sense ser connectat a la xarxa elèctrica. N'hi ha amb resistències, visbles, i d'altres amb resitències separades que no tenen contacte directe amb l'aigua. Aquestes darreres són més fàcils per netejar, com que la calç no es deposita en la resistència.Sedimentació
La sedimentació és l'acumulació en el dipòsit d'aigua dels minerals naturals dissoltes en l'aigua, principalment carbonat de calci. L'escalfament de l'aigua fa que els minerals se separin i caiguin al fons del dipòsit. Aquesta acumulació pot eventualment crear una varietat de sorolls a les calderes de gas, reduir l'eficiència de la unitat i donar lloc a olor de sofre (o pudor d'ous podrits).